# 흥신소
흥신소(興信所, mercantile agency)는 의뢰를 받아 경력, 자산 등의 정보를 조사하는 기관이다. 상업 흥신소(Commercial agency)는 주로 상공업자의 의뢰를 받아 거래처의 자산과 신용 상태를 조사하여 주는 기관을 말한다. 흔히 흥신소(Mercantile agency)와 탐정(Detective)사무사가 유사한 업무를 하므로 동일한 의미로 사용하지만, 흥신소는 탐정이 세우지 않는 경우도 있으므로 세부적으로 차이가 있다.
2020년 8월 탐정업이 합법화됨에 따라 많은 업체들이 관련 자격을 갖추고 기존 흥신소나 심부름센터가 아닌 탐정이라는 명칭을 사용하는 쪽으로 바뀌어가고 있다. 그래서 이런 업체들은 합법적인 테두리 안에서만 조사를 진행하며 의뢰 내용도 주로 불륜 증거잡기가 많다고 한다.

## 관련법률
과거에 흥신업단속법(약칭 흥신소법)이 있었으나, 1977년 신용조사업법으로 명칭이 바뀌었고, 다시 1995년 신용정보의 이용 및 보호에 관한 법률(약칭 신용정보보호법)로 바뀌었다. 흥신업단속법에서도 상거래 자산 금융 기타 경제상의 신용에 관한 사항만 다루도록 되어 있었다. 1977년의 신용조사업법은 "흥신소"라는 이름을 아예 없애고, "신용조사소"라는 분명한 뜻의 이름으로 바꾸었다.
신용정보업에는 신용조회업, 신용조사업, 채권추심업, 신용평가업의 4가지가 있으며, 탐정이나 흥신소에 해당하는 것은 신용조사업이다. 신용조사업을 하려는 자는 금융위원회의 허가를 받아야 한다.(신용정보보호법 4조) 신용조사업의 허가대상은 대통령령으로 정하는 금융기관 등이 100분의 50 이상을 출자한 법인 등을 요구하여, 매우 엄격하다.(신용정보보호법 5조) 무허가 영업시 5년 이하의 징역 또는 5천만원 이하의 벌금에 처한다.(신용정보보호법 50조1항1호)
누구든지 정보원, 탐정, 그 밖에 이와 비슷한 명칭을 사용하면, 3년 이하의 징역 또는 3천만원 이하의 벌금에 처한다.(신용정보보호법 40조5호, 50조2항7호)
누구든지 특정인의 소재 및 연락처를 알아내거나, 금융거래 등 상거래관계 외의 사생활 등을 조사하는 것을 업으로 하면, 3년 이하의 징역 또는 3천만원 이하의 벌금에 처한다. 다만, 채권추심업을 허가받은 신용정보회사가 그 업무를 하기 위하여 특정인의 소재등을 알아내는 경우 또는 다른 법령에 따라 특정인의 소재등을 알아내는 것이 허용되는 경우에는 그러하지 아니하다.(신용정보보호법 40조4호, 50조2항7호)

## CIA
스파이들은 앞으로 곧 과거 어느 때보다 독립적인 외부청부인과 사립탐정에 의존할 수밖에 없게 될 것이다. 이같은 "정보의 외주화"를 위한 기초는 이미 '정치적 리스크 분석'에서 '기술 정보 조사'에 이르기까지 온갖 문제를 전문적으로 취급하는 소규모 사설 흥신소의 확산에 의해 마련되고 있다. 그 중 대부분이 전직 고위관리나 정보기관 요원을 고용하고 있다. CIA 국장을 지낸 윌리엄 콜비는 CIA를 그만둔 후 워싱턴에서 독자적인 회사를 설립했다. 콜비는 "감정사업은 정보업무와 비슷한 데가 많다"고 말하고 있다.
한국산 고등훈련기 T-50이 인도네시아에 최초로 수출되어, 한국은 세계 6번째 초음속항공기 수출국이 되었다. 최종 계약이 체결되기 전, T-50 계약과 관련해 한국을 방문한 인도네시아 특사단 숙소를 국정원 직원이 침입했다 발각된 사건이 있었다. 이와 관련, "국정원이 '내곡동 흥신소'로 전락했다."는 비판을 받았다.

## 같이 보기
- 탐정
- 신용정보의 이용 및 보호에 관한 법률
- 알권리